# サイアム駅
サイアム駅（サイアムえき、タイ語:สถานีสยาม）は、タイ王国のバンコク都パトゥムワン区にある、バンコク・スカイトレイン（BTS）の駅。駅番号は「CEN」（セントラルの意）。

## 概要
バンコク・スカイトレインの中心駅で、■スクムウィット線と■シーロム線の2線が乗り入れている。バンコクの交通網の中心であり、「サイアム」自体もバンコクの中心地域の一つである。

### 計画
北方のセーンセープ運河を渡る高架歩道を設け、バンコクメトロ（MRT）■オレンジラインのプラトゥーナーム駅(計画中、2024年以降開業予定）を当駅と接続する構想がある。ただし実現した場合、その道のりは約1 kmとなる。
また、当駅を起点とするチュラー＝サイアム・モノレール計画が過去に存在したが、凍結されている。

## 歴史
- 1999年12月5日 - スクムウィット線・シーロム線同時開通と共に、駅が開業。

## 駅構造

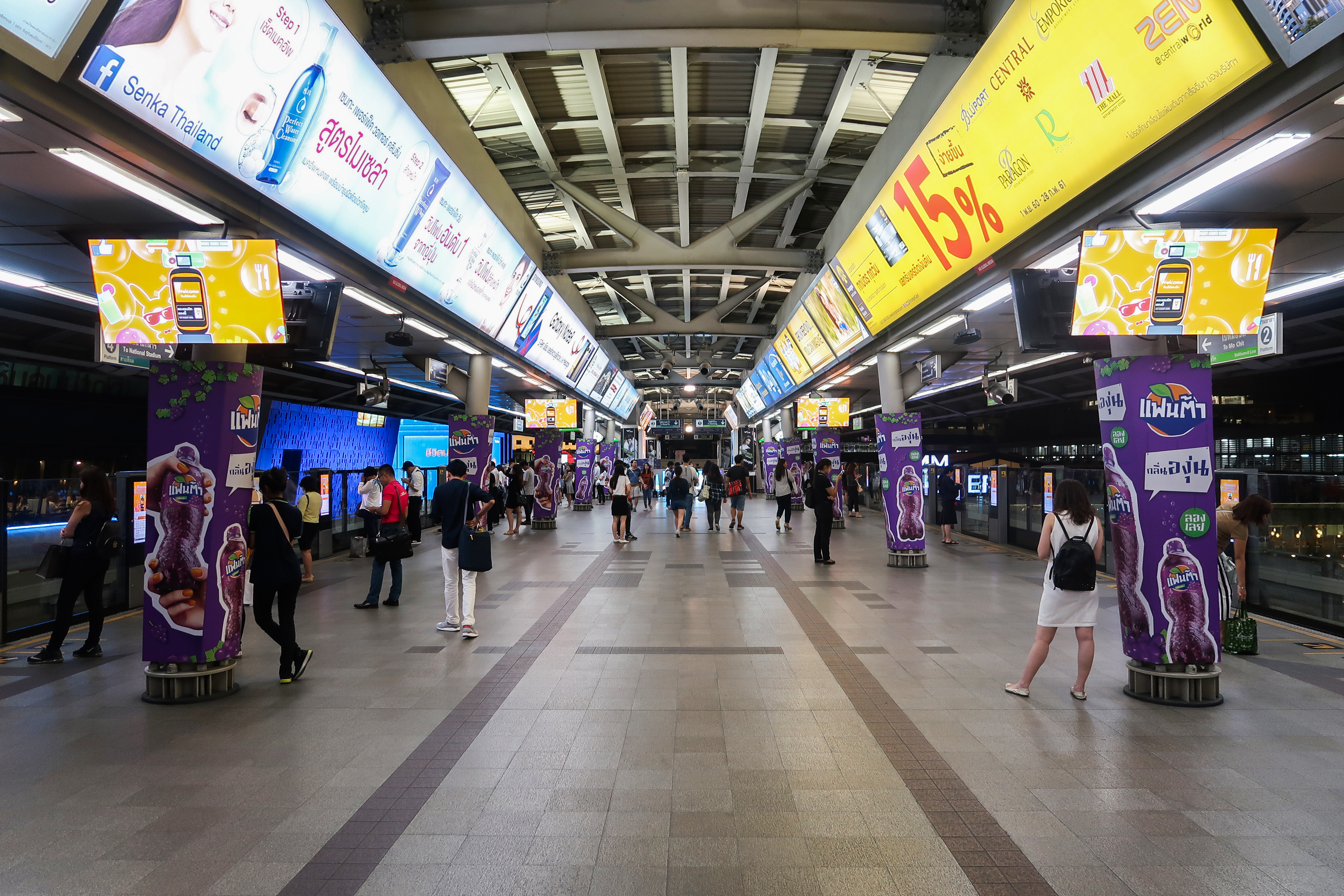
U4階ホーム

高架式4層構造で地上部分はラーマ1世通りとなっている。2階部分は改札・連絡通路となっており改札口前後のスペースは「スカイウォーク」（スカイブリッジとも）と呼ばれる自由通路として使われている。特にラーマ1世通りの歩行者の横断は容易ではないため、ペデストリアンデッキとしての役割も大きい。サイアム・パラゴン2階のフロアやセントラルワールド、チャルームクルン交差点、チットロム駅に直結している。
ホームは2層の島式ホーム（合計2面4線）で構成され、対面乗り換えが可能になっている。U3階は1番・スクムヴィット線オンヌット駅、ケーハ駅方面、3番・シーロム線サパーンタークシン駅、ウォンウィアン・ヤイ駅、バーンワー駅方面ホームとなっている。4階部分は2番・スクムヴィット線パヤータイ駅、サパーンクワーイ駅、クーコット駅方面、4番・シーロム線サナームキラーヘンチャート駅行きホームとなっている。
当駅は他の多くのBTSの駅と違い島式ホームとなっているため、強風防止の壁が無く、これまでに強風やラッシュ時間帯の混雑等により、線路への転落事故が多発していた。これを受けて当駅は両線に可動式ホーム柵が設置され、2014年より稼動した。

### のりば
| 階層 | 番線 | 路線              | 行先                                                                       |
| ---- | ---- | ----------------- | -------------------------------------------------------------------------- |
| U4F  | 2    | ■スクムウィット線 | パヤータイ・アヌサーワリーチャイサモーラプーム・モーチット・クーコット方面 |
| U4F  | 4    | ■シーロム線       | サナームキラーヘンチャート行き                                             |
| U3F  | 1    | ■スクムウィット線 | アソーク・エカマイ・サムロン・ケーハ方面                                   |
| U3F  | 3    | ■シーロム線       | サラデーン・チョーンノンシー・クルン・トンブリー・バーンワー方面           |

## 駅周辺
サイアム地区も参照。
- サイアム・パラゴン

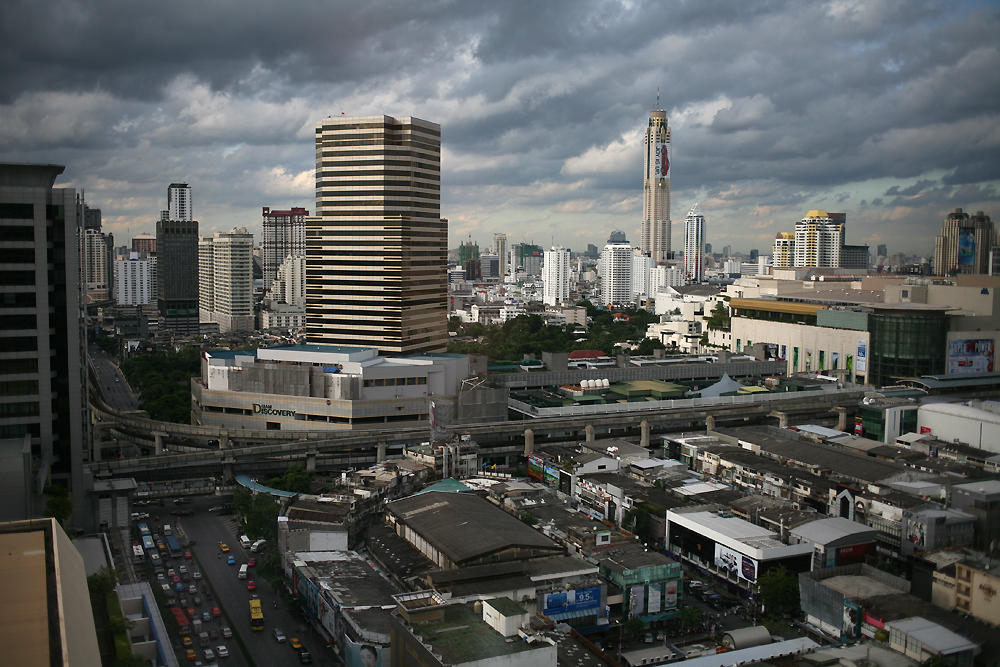
駅周辺のサイアム地区全景

  - シーライフバンコクオーシャンワールド（タイ語版、英語版）（水族館）
- サイアム・パラゴン1（タイ語版）
- サイアム・オーシャン・ワールド
- サイアム・スクエア
- サイアム・センター
- サイアム・ディスカバリー（タイ語版）
- セントラルワールド
- リド劇場 （映画館）
- スカラ劇場（タイ語版、英語版） （映画館）
- ノボテル オン サイアム・スクエア（ホテル）
- サイアム ケンピンスキー（ホテル）
- チュラーロンコーン大学 薬学部（タイ語版）・歯学部（タイ語版）・獣医学部（タイ語版）
- ワット・パトゥムワナーラーム（タイ語版、英語版）
- タイ王立警察本部
- タイ王国国家警察病院
- センタラ・グランド・アンド・バンコク・コンベンション・センター（タイ語版、英語版）
- パトゥムワン交差点（タイ語版）
- チャルームクルン交差点（タイ語版）

## 路線バス
駅直下のラーマ1世通りには、各社路線バスが運行されている。

### 路線バス番号
15, 16, ปอ16, 21, 25, ปอ25, 48, 54, 73, ปอ73, 204, 501, 508, 532

## 隣の駅
バンコク・スカイトレイン
■スクムウィット線
ラーチャテーウィー駅 (N1) - サイアム駅 (CEN) - チットロム駅 (E1)
■シーロム線
サナームキラーヘンチャート駅 (W1) - サイアム駅 (CEN) - ラーチャダムリ駅 (S1)